# 古川駿
古川 駿（ふるかわ しゅん、1996年8月29日 - ）は、青森県八戸市出身のプロアイスホッケー選手。ポジションはゴールテンダー。アジアリーグアイスホッケーの横浜GRITSに所属。
普段は株式会社 ワールドリードで働いている。愛称は"しゅんぴぃ"。

## 経歴

### 大学時代
東洋大学へ進学。当時の東洋大学では脇本侑也が正GKを務めていた。脇本が調子を落とした際に当時1年だった古川が正GKとなった。
大学2年の夏にはユナイテッド・ステイツ・ホッケー・リーグ（USHL）のトライアウトに参加。更に、7月には日本代表のキャンプにも招集された。

### フリーブレイズ時代
東洋大学在学中の4年の日本学生氷上競技選手権大会終了直後の2018年12月31日に地元の東北フリーブレイズに入団。
2019-2020シーズンはチームのGKでは最多の20試合に出場した。
2022-2023シーズンは同期の伊藤崇之が入団し、GKが4人体制となった。ただし、伊藤と揃って不信だったこともあり、防具も着られないこともあった。オフの2023年4月14日に契約満了となり退団した。

### GRITS時代
アイスホッケーと仕事を両立するデュアルキャリアに興味を持ち、2023年6月1日にアジアリーグアイスホッケーの横浜GRITSに入団した。
2023-2024シーズンオフの2024年5月30日にGRITSと契約を継続した。
2024-2025シーズンはオフの2025年4月25日にGRITSと契約を継続した。

## 人物
アイスホッケーは6歳の時に兄が友人に誘われて始めた際に一緒に始めた。
20代前半で結婚し、子供もいる。